# Strandbad Hallein
Das Strandbad Hallein war ein Freibad im Ortsteil Gamp in Hallein im Land Salzburg in Österreich.

## Geschichte
Das Strandbad Hallein wurde 1928 auf der Pitschachinsel, am linken Salzachufer, im Zuge der dringend notwendigen Flussregulierung errichtet.
Das 260 Meter lange Schwimmbecken hatte eine Breite von 15 Metern und wies eine Wasserfläche von etwa 4000 m² auf, damit war es das größte europäische Schwimmbassin. Angelegt wurde es in einem vorhandenen Triftkanal des historischen Griesrechens. Die Seitenmauern waren somit schon vorhanden und indem man zwei Seitenwände und einen Boden errichtete, entstand das Bassin. Die Anlage gliederte sich in einen Schwimmer-, einen Nichtschwimmer- und einen Kinderbereich.
Die großzügig gestaltete Anlage verfügte über einen Eichenhein mit Gaststätte, eine 1600 Quadratmeter große Strandfläche mit feinem Salzachschwemmsand und eine Sportwiese mit Turngeräten. Hauptattraktion war der 10 Meter hohe Turm mit Wasserschlitten.
Das Strandbad war eine Touristenattraktion deren Besucherzahlen sogar die des Salzbergwerkes übertrafen. An der Eröffnung am 1. Juli 1928 durch Landeshauptmann Franz Rehrl und Bürgermeister Anton Neumayr nahmen 8000 Menschen teil. Am selben Tag wurde auch ein Eisenbetonsteg, als Ersatz des alten Holzsteges über die Salzach, eingeweiht.
In der Zeit des Zweiten Weltkrieges wurde der Badebetrieb eingestellt. Nach dem Krieg diente die Anlage als Waschplatz für Militärfahrzeuge. Für kurze Zeit wurde danach das Bad noch einmal in Betrieb genommen. Schließlich wurde 1961 ein neues Freibad neben dem Schloss Wiespach eröffnet.